# Алазан-Авторанска равнина
Алазан-Авторанската равнина или Алазан-Агричайска равнина на грузински: ალაზნის ველი;; на азербайджански: Alazan-Həftəran vadisi; на аварски: ЦIор; на руски: Алазань-Авторанская (Алазань-Агричайская) равнина) е равнина разположена в северната част на Закавказието в Източна Грузия и Северозападен Азербайджан. Простира се между Главния (Водоразделен) хребет на североизток и Циви-Гамбакския хребет на югозапад (части от Голям Кавказ), по долините на реките Алазани (ляв приток на Кура) и левият ѝ приток Агричай. Дължина от северозапад на югоизток 200 – 225 km, ширина от 20 до 40 km, надморска височина 200 – 450 m.
На югоизток Алазан-Авторанската равнина се свързва с Куро-Аракската низина. Периферните ѝ части са покрити дъбови гори, а долините на реките са заети от елшови гори. Голяма част от нея представляват обработваеми земи, заето от зеленчукови и овощни градини и големи лозови масиви. Равнината е основен винодобивен район в Грузия и тук е известна под името Кахетийска равнина. Равнината е гъсто заселена, като по югозападната ѝ периферия на грузинска територия са разположени градовете Гурджаани, Сигнахи, Цнори и Додоплис-Цкаро, а по североизточната ѝ периферия – градовете Кварели и Лагодехи (в Грузия), Белокани, Закатали, Кахи и Шеки (в Азербайджан).